# AG-58
La autovía AG-58 o Acceso a Cacheiras es una autovía autonómica de la Junta de Galicia que transcurre entre Penelas y Cacheiras como ramal desde la autovía AG-59. Consta de unos 1,38 kilómetros de longitud y la velocidad limita a 100 km/h.

## Historia
Las primeras obras iniciaron en mayo de 2005, con la colocación de la primera piedra y forma parte de la autovía AG-59 en el primer tramo Santiago de Compostela-Ramallosa y fue puesto en servicio el 21 de noviembre de 2008, presidido la inauguración por el presidente de la Junta de Galicia, Emilio Pérez Touriño.

## Tramos
| Denominación | Tramo                            | Kilómetros | Año servicio |
| ------------ | -------------------------------- | ---------- | ------------ |
| AG-58        | AG-59 Penelas - AC-841 Cacheiras | 1,4        | 2008         |

## Salidas
| Velocidad | Esquema | Salida | Sentido Cacheiras (AC-841)                                                                          | Carriles | Sentido Penelas (AG-59) | Carretera | Notas |
| --------- | ------- | ------ | --------------------------------------------------------------------------------------------------- | -------- | --- | --------- | ----- |
|           |         |        | Comienzo del Acceso a Cacheiras AG-58 Procede de: AG-59 Penelas                                     |          | Fin del Acceso a Cacheiras AG-58 Incorporación final: AG-59 Dirección final: Penelas AG-59 AP-53 N-525 Santiago de Compostela Orense Procelas AG-59 Pontevea PO-841 La Estrada | AG-59     |       |
|           |         |        | Paso de animales en libertad (1 km): Sin enlaces                                                    |          | Paso de animales en libertad (1 km): Sin enlaces |           |       |
|           |         |        | Fin del Acceso a Cacheiras AG-58 Dirección final: AC-841 Teo Pontevea AC-841 Santiago de Compostela |          | Inicio del Acceso a Cacheiras AG-58 Procede de: AC-841 Cacheiras | AC-841    |       |